# Nevir, Liubeșiv
Nevir (în ucraineană Невір) este un sat în comuna Velîka Hlușa din raionul Liubeșiv, regiunea Volînia, Ucraina.

## Demografie
Componența lingvistică a localității Nevir
     Ucraineană (98,14%)
     Alte limbi (1,86%)
Conform recensământului din 2001, majoritatea populației localității Nevir era vorbitoare de ucraineană (98,14%), existând în minoritate și vorbitori de alte limbi.